# Швед-Маяктах-Арита
Швед-Маякта́х-Арита́ (рос. Швед-Маяктах-Арыта) — невеликий острів в Оленьоцькій затоці моря Лаптєвих. Територіально відноситься до Якутії, Росія.
Розташований в центрі затоки, в дельті річки Оленьок. Знаходиться в північній частині дельти. На півдні омивається затокою Огонньор-Кубата. На сході вузькою протокою відокремлюється від сусіднього острова Голуб-Тборюр-Арита. Острів має овальну форму, простягається з північного сходу на південний захід. Висота до 3 м на півдні. Вкритий пісками, має 3 невеликих озера й болота, оточений мілинами.
| Росія | Це незавершена стаття з географії Росії. Ви можете допомогти проєкту, виправивши або дописавши її. |